# Merlin (serija)
Merlin je britanska fantastična serija koja se počela snimati 2008. godine, a u glavnim ulogama su Colin Morgan kao Merlin i Bradley James kao princ Arthur Pendragon koji u četvrtoj sezoni postaje kralj. U Hrvatskoj se serija prikazuje na HTV 2. Autori serije su Julian Jones, Jake Michie, Johnny Capps i Julian Murphy, a izvršni producenti su Julie Gardner i Bethan Jones.

## Radnja
Serija govori o mladom Merlinu koji dolazi u Camelot ka Gaju, dvorskom liječniku i tamo se sprijatelji s Gwen, Arthurom i Morganom. Na slavlju dvadesete godišnjice Velike Čistke svojim moćima spasi Arthura kojeg u početku mrzi zato što je arogantan i umišljen te ga kralj nagradi ulogom Arthurove sluge. Tijekom serije njih dvojica su se sprijateljili, ali je morao čuvati svoj čarobnjački identitet i spašavati Arthura i Camelot od magičnih i nemagičnih prijetnji te donositi travke Gaju.

## Glumci
| Glumac           | Lik                        | Pojavljivanja                     |
| ---------------- | -------------------------- | --------------------------------- |
| Colin Morgan     | Merlin                     | 1 - 5                             |
| Angel Coulby     | Guinevere "Gwen" Pendragon | 1 - 5                             |
| Bradley James    | Kralj Arthur Pendragon     | 1 - 5                             |
| Katie McGrath    | Morgana Pendragon          | 1 - 5                             |
| Richard Wilson   | Gaj                        | 1 - 5                             |
| Antony Head      | Kralj Uther Pendragon†     | 1 - 4 (jedna epizoda u 5. sezoni) |
| Michael Cronin   | Geoffrey                   | 1 - 5                             |
| Santiago Cabrera | Sir Lancelot               | 1 - 4                             |
| Rupert Young     | Sir Leon                   | 2 - 5                             |
| Eoin Macken      | Sir Gwaine                 | 3 - 5                             |

## Tema serije
Tema serije je ujedinjenje Albiona, borba između dobra i zla, ljubav između  Arthura i Guinevere i oslobađanje magije.

## Serija

### Prva sezona
Prva sezona se počela emitirati 20. rujna 2008., a završila 13. prosinca iste godine. U Pilot epizodi upoznajemo glavne likove, a istovremeno Merlin dolazi u Camelot ka Gaju. Merlin na zabavi 20. godišnjice Velike Čistke i zatočenja Velikog zmaja spašava Arthura od zle čarobnice kojoj je sin pogubljen na početku epizode. Tijekom sezone Merlin mora riskirati svoj identitet i život da bi spasio Arthura i Camelot te odlazi po savjete Velikog zmaja. Sezona završava 13. prosinca, a u njoj opasna zvijer ubija Arthura i Merlin mora riskirati svoj život da bi spasio njega i suočiti se s vješticom Nimueh. Prvu sezonu gledalo je oko 7 milijuna Britanaca na BBC - u 1.

### Druga sezona
Druga sezona je s emitiranjem počela 19. rujna 2009. epizodom "The Curse of Cornelius Sigan", a završila 19. prosinca 2009. epizodom "The Last Dragonlord". U drugoj sezoni počinje veza između Gwen i Arthura dok Morgana otkriva svoje magićne sposobnosti, trolica začara Uthera da se zaljubi u njega i da zauzme prijestolje u Camelotu, Arthur otkriva pravi način kako je začet, a Morgana da joj je Morgause sestra. U posljednjoj epizodi druge sezone Merlin oslobađa Velikog Zmaja koji napadne Camelot te pronalazi svog oca koji umire.

### Treća sezona
Treća sezona Merlina počela je s emitiranjem 11. rujna 2010. dvodijelnom epizodom "The Tears of Uther Pendragon (Part 1)" i "The Tears of Uther Pendragon (Part 2)", a također završila s dvodijelnom epizodom 
"The Coming of Arthur (Part 1)" i "The Coming of Arthur (Part 2)" 4. prosinca iste godine. U trećoj sezoni Morgana je potpuno zla i potajno djeluje s Morgause da zbaci Arthura s prijestolja kad otkrije da je Utherova kćer iako nijednom nije uspjela zbog Merlina. Dolazi i novi lik, Gwaine koji se sprijatelji s Merlinom i u epizodi "The Eye of the Phoenix" zajedno s Merlinom pomognu Arthuru da uze trozubac Kralja Ribara. Gaja opsjedne goblin, a Gwen optuže da je vještica i da je začarala Arthura da se zaljubi u nju. Treću sezonu gledalo je 7.5 milijuna Britanaca.

### Četvrta sezona
Četvrta sezona je s emitiranjem krenula 1. listopada 2011. godine dvodijelnom epizodom "The Darkest Hour", prvi i drugi dio, a završila na Badnjak 2011. dvodijelnom epizodom "The Sword in the Stone" koju je gledalo 8.3 milijuna Britanaca. U četvrtoj sezoni Uther pogiba i Arthur postaje kralj. Merlinu Morgana stavi zlu zmiju u vrat koja mu naređuje da ubije Arthura, Arthur izvlači Excalibur iz kamena, a Gwen postaje kraljica. Na kraju sezone mrtvu Morganu oživljava Aithusa, bijeli zmaj.

### Peta sezona
Peta sezona će se početi emitirati na jesen 2012. baš kao i sedma sezona Doctora Who, a završiti blizu Božića. Radnja se pomiče tri godine kasnije, a glavni neprijatelji su Mordred i Morgana. Sezona će imati trinaest epizoda i imati sveukupno 65 epizoda.

## Popis epizoda

### Prva serija ( 2008.)
| Epizoda # | Serija # | Naziv epizode               | Režirao     | Napisao        | Datum emitiranja    | Gledatelji iz UK ( u milijunima) |
| --------- | -------- | --------------------------- | ----------- | -------------- | ------------------- | -------------------------------- |
| 1         | 1        | "The Dragon's Call"         | James Hawes | Julian Jones   | 20. rujna 2008.     | 7.15                             |
| 2         | 2        | "Valiant"                   | James Hawes | Howard Overman | 27. rujna 2008.     | 5.40                             |
| 3         | 3        | "The Mark of Nimueh"        | James Hawes | Julian Jones   | 4. listopada 2008.  | 6.30                             |
| 4         | 4        | "The Poisoned Chalice"      | Ed Fraiman  | Ben Vanstone   | 11. listopada 2008. | 6.48                             |
| 5         | 5        | "Lancelot"                  | Ed Fraiman  | Jake Michie    | 18. listopada 2008. | 5.37                             |
| 6         | 6        | "A Remedy to Cure All Ills" | Ed Fraiman  | Julian Jones   | 25. listopada 2008. | 6.00                             |
| 7         | 7        | "The Gates of Avalon"       | Jeremy Webb | Ben Vanstone   | 1. studeni 2008.    | 6.45                             |
| 8         | 8        | "The Beginning of the End"  | Jeremy Webb | Howard Overman | 8. studeni 2008.    | 6.25                             |
| 9         | 9        | "Excalibur"                 | Jeremy Webb | Julian Jones   | 15. studeni 2008.   | 6.47                             |
| 10        | 10       | "The Moment of Truth"       | David Moore | Ben Vanstone   | 22. studeni 2008.   | 7.03                             |
| 11        | 11       | "The Labyrinth of Gedref"   | Stuart Orme | Howard Overman | 29. studeni 2008.   | 6.71                             |
| 12        | 12       | "To Kill the King"          | Stuart Orme | Jake Michie    | 6. prosinca 2008.   | 6.31                             |
| 13        | 13       | "Le Morte d'Arthur"         | David Moore | Julian Jones   | 13. prosinca 2008.  | 6.27                             |

### Druga serija ( 2009. )
| Epizoda # | Serija # | Naziv epizode                   | Režirao         | Napisao        | Datum emitiranja    | Gledatelji iz UK ( u milijunima) |
| --------- | -------- | ------------------------------- | --------------- | -------------- | ------------------- | -------------------------------- |
| 14        | 1        | "The Curse of Cornelius Sigan"  | David Moore     | Julian Jones   | 19. rujna 2009.     | 5.77                             |
| 15        | 2        | "The Once and Future Queen"     | Jeremy Webb     | Howard Overman | 26. rujna 2009.     | 5.94                             |
| 16        | 3        | "The Nightmare Begins"          | Jeremy Webb     | Ben Vanstone   | 3. listopada 2009.  | 6.09                             |
| 17        | 4        | "Lancelot and Guinevere"        | David Moore     | Howard Overman | 10. listopada 2009  | 5.69                             |
| 18        | 5        | "Beauty and the Beast (Part 1)" | David Moore     | Jake Michie    | 24. listopada 2009. | 5.53                             |
| 19        | 6        | "Beauty and the Beast (Part 2)" | Metin Huseyin   | Ben Vanstone   | 31. listopada 2009. | 6.14                             |
| 20        | 7        | "The Witchfinder"               | Jeremy Webb     | Jake Michie    | 7. studeni 2009.    | 5.62                             |
| 21        | 8        | "The Sins of the Father"        | Metin Huseyin   | Howard Overman | 14. studeni 2009.   | 6.16                             |
| 22        | 9        | "The Lady of the Lake"          | Metin Huseyin   | Julian Jones   | 21. studeni 2009.   | 6.30                             |
| 23        | 10       | "Sweet Dreams"                  | Alice Troughton | Lucy Watkins   | 28. studeni 2009.   | 6.02                             |
| 24        | 11       | "The Witch's Quickening"        | Alice Troughton | Jake Michie    | 5. prosinca 2009.   | 6.01                             |
| 25        | 12       | "The Fires of Idirsholas"       | Jeremy Webb     | Julian Jones   | 12. prosinca 2009.  | 6.01                             |
| 26        | 13       | "The Last Dragonlord"           | Jeremy Webb     | Julian Jones   | 19. prosinca 2009.  | 6.64                             |

### Treća serija ( 2010. )
| Epizoda # | Serija # | Naziv epizode                           | Režirao         | Napisao        | Datum emitiranja    | Gledatelji iz UK ( u milijunima) |
| --------- | -------- | --------------------------------------- | --------------- | -------------- | ------------------- | -------------------------------- |
| 27        | 1        | "The Tears of Uther Pendragon (Part 1)" | Jeremy Webb     | Julian Jones   | 11. rujna 2010.     | 6.49                             |
| 28        | 2        | "The Tears of Uther Pendragon (Part 2)" | Jeremy Webb     | Julian Jones   | 18. rujna 2010.     | 6.06                             |
| 29        | 3        | "Goblin's Gold"                         | Jeremy Webb     | Howard Overman | 25. rujna 2010.     | 6.22                             |
| 30        | 4        | "Gwaine"                                | David Moore     | Julian Jones   | 2. listopada 2010.  | 6.42                             |
| 31        | 5        | "The Crystal Cave"                      | Alice Troughton | Julian Jones   | 9. listopada 2010.  | 6.36                             |
| 32        | 6        | "The Changeling"                        | David Moore     | Lucy Watkins   | 16. listopada 2010. | 6.40                             |
| 33        | 7        | "The Castle of Fyrien"                  | David Moore     | Jake Michie    | 23. listopada 2010. | 6.82                             |
| 34        | 8        | "The Eye of the Phoenix"                | Alice Troughton | Julian Jones   | 30. listopada 2010. | 6.92                             |
| 35        | 9        | "Love in the Time of Dragons"           | Alice Troughton | Jake Michie    | 6. studeni 2010.    | 6.90                             |
| 36        | 10       | "Queen of Hearts"                       | Ashley Way      | Howard Overman | 13. studeni 2010.   | 7.37                             |
| 37        | 11       | "The Sorcerer's Shadow"                 | Ashley Way      | Julian Jones   | 20. studeni 2010.   | 7.42                             |
| 38        | 12       | "The Coming of Arthur (Part 1)"         | Jeremy Webb     | Jake Michie    | 27. studeni 2010.   | 7.12                             |
| 39        | 13       | "The Coming of Arthur (Part 2)"         | Jeremy Webb     | Julian Jones   | 4. prosinca 2010.   | 7.67                             |

### Četvrta serija ( 2011. )
| Epizoda # | Serija # | Naziv epizode                     | Režirao           | Napisao         | Datum emitiranja    | Gledatelji iz UK ( u milijunima) |
| --------- | -------- | --------------------------------- | ----------------- | --------------- | ------------------- | -------------------------------- |
| 40        | 1        | "The Darkest Hour (Part 1)"       | Alice Troughton   | Julian Jones    | 1. listopada 2011.  | 6.40                             |
| 41        | 2        | "The Darkest Hour (Part 2)"       | Alice Troughton   | Julian Jones    | 8. listopada 2011.  | 6.80                             |
| 42        | 3        | "The Wicked Day"                  | Alice Troughton   | Howard Overman  | 15. listopada 2011. | 7.04                             |
| 43        | 4        | "Aithusa"                         | Alex Pillai       | Julian Jones    | 22. listopada 2011. | 6.96                             |
| 44        | 5        | "His Father's Son"                | Alex Pillai       | Jake Michie     | 29. listopada 2011. | 7.40                             |
| 45        | 6        | "A Servant of Two Masters         | Alex Pillai       | Lucy Watkins    | 5. studeni 2011.    | 6.94                             |
| 46        | 7        | "The Secret Sharer"               | Justin Molotnikov | Julian Jones    | 12. studeni 2011.   | 6.72                             |
| 47        | 8        | "Lamia"                           | Justin Molotnikov | Jake Michie     | 19. studeni 2011.   | 7.00                             |
| 48        | 9        | "Lancelot du Lac"                 | Justin Molotnikov | Lucy Watkins    | 26. studeni 2011.   | 7.32                             |
| 49        | 10       | "A Herald of the New Age"         | Jeremy Webb       | Howard Overman  | 3. prosinca 2011.   | 6.90                             |
| 50        | 11       | "The Hunter's Heart               | Jeremy Webb       | Richard McBrien | 10. prosinca 2011.  | 7.12                             |
| 51        | 12       | "The Sword in the Stone (Part 1)" | Alice Troughton   | Jake Michie     | 17. prosinca 2011.  | 8.39                             |
| 52        | 13       | "The Sword in the Stone (Part 2)  | Alice Troughton   | Julian Jones    | 24. prosinca 2011.  | 8.18                             |